# Behgjet Pacolli
Behgjet Isa Pacolli (n. 30 august 1951, Priștina, RP Serbia, RSF Iugoslavia) a fost președintele Republicii Kosovo.
A fost președintele și CEO al Mabetex Group, o companie elvețiană de construcții civile. El deține și cetățenia elvețiană. Parte a grupului Mabetex Group este și Lajm, un tabloid din Kosovo, înființat în anul 2002, care a sponsorizat numeroase echipe de sport din Kosovo.